# Antonimina
Antonimina és un munipi de la Ciutat metropolitana de Reggio de Calàbria, a la regió italiana de Calàbria, situat a uns 80 km al sud-oest de Catanzaro i a uns 45 km al nord-est de Reggio de Calàbria. A 1 de gener de 2019 la seva població era de 1.274 habitants.
Antonimina limita amb els municipis següents: Ciminà, Cittanova, Gerace, Locri, Portigliola i Sant'Ilario dello Ionio.